# Poker menteuses et Révolver matin
Pour plus de détails, voir Fiche technique et Distribution.
Poker menteuses et Révolver matin est un film français réalisé par Christine Van de Putte et sorti en 1978.

## Fiche technique
- Titre : Poker menteuses et Révolver matin
- Autre titre : La Vraie Histoire de Marianne et Agostina
- Réalisation : Christine Van de Putte
- Scénario : Christine Van de Putte
- Photographie : Christian Bachmann et Pierre Gautard
- Décors : François Campana
- Costumes : Michèle Bisson et Amahi Desclozeaux
- Son : Robert Aumenier, Pierre Befve, Jacques Gauron et Jean-Claude Voyeux (mixage)
- Musique : Jean-Claude Vannier
- Montage : Bernard Barazer et Christine Jacquet
- Production : Les Films du Sabre
- Pays :  France
- Durée : 96 minutes
- Date de sortie : France - 22 août 1978

## Distribution
- Brigitte Roüan : Marianne
- Nicoletta Billi : Agostina
- Gilles Janeyrand : Pierre
- Daniel Isoppo : Léopold
- Didier Flamand : Didier
- François Nocher : Monsieur Michel
- Roger Souza : Jef